# Куоппала, Александр
Са́ми О́кко А́лексантери (Александр) Ку́оппала (фин. Sammi Okko Aleksanteri Kuoppala, 11 апреля 1974, Эспоо, Финляндия) — бывший гитарист финской мелодик-дет-метал-группы Children of Bodom.
Александр Куоппала начал играть на гитаре в возрасте десяти лет. Поначалу он играл преимущественно джаз и блюз, однако позже сменил стиль и стал исполнять песни групп W.A.S.P., Judas Priest, Manowar и Оззи Осборна.
В 1995 году, играя на трубе в местном биг-бэнде, Куоппала познакомился с Яской Раатикайненом, который был барабанщиком в группе Inearthed, позже сменившей своё название на Children of Bodom. Поскольку группе в то время был нужен ритм-гитарист, Александру вскоре было предложено присоединиться к группе.
В том же году Куоппала стал участником группы Keytoes, игравшей диско и соул. Однако он не успевал участвовать одновременно в двух коллективах. Когда в 1998 году был выпущен дебютный альбом Children of Bodom «Something Wild», он покидает Keytoes и отправляется в гастрольное турне с CoB. Тем не менее, спустя два года он вернулся в Keytoes. Тогда же он заявил в нескольких интервью, что музыкант по возможности должен уметь играть в разных стилях.
В 2003 году CoB отправились в мировое турне с альбомом «Hate Crew Deathroll». Начиная с апреля того же года Куоппала стал проводить всё больше времени отдельно от группы. В июне он объявил о своём уходе из группы. Куоппала хотел сосредоточиться на личной жизни и завести семью. Последний раз он выступил вместе с группой на фестивале Tuska Open Air 2003 года.
В 2006 году Александр Куоппала принял участие в записи сольного альбома Тимо Раутиайнена «Sarvivuori».
В настоящее время работает учителем музыки в музыкальной школе в Эспоо. Он имеет двух дочерей - Венла (род. в 2004) и Йенна (род. в 2006).